# Югославия на «Евровидении-1987»
Югославия принимала участие в тридцать втором выпуске Евровидение-1987, который состоялся 9 мая во Дворце Столетия в Брюсселе, Бельгия. Страну представляла поп-рок группа из Хорватии Novi Fosili с песней Ja sam za ples ("Я хочу танцевать"), написанной Райко Дуймичем и Стево Цвикичем. По итогам голосования они заняли четвёртое место из 22, набрав 92 очка, зафиксировав, тем самым, лучший результат Югославии с 1983 года. Таким образом, Ja sam za ples стала предшественницей югославской заявки на Евровидение-1988 Mangup в исполнении группы Srebrna Krila. Конкурс был показан JRT с комментариями Ксении Урличич на сербохорватском языке и с комментариями Миши Молк на словенском языке. Глашатаем от Югославии была Лилиана Типсаревич.

## До «Евровидения»

### Југовизија 1987
Югославский традиционный национальный финал Југовизија был организован Югославским телевидением для выбора артиста и песни, представляемых страну на Евровидение. Он состоялся 7 марта 1987 года в Сава-центре Белграда. Ведущими были Деян Джурович и Ивана Станкович. В 1987 году были введены новые спорные процедуры отбора песен и голосования, которые оставались в силе до последнего федерального предварительного отбора в 1991 году. Все телестудии выдвинули две песни в качестве гарантированных участников (всего 16) и больше восьми было выбрано на основе их качества. Некоторые студии не представили ни одной выбранной дополнительной песни, в то время как TV Загреб включило четыре, в общей сложности шесть (две из них стали лучшими бомбардирами, а ещё две не набрали очков). Всего в конкурсе приняли участие 24 песни, что было наибольшим числом за период 1981–1991 годов. Новая система голосования позволила жюри отдельных телестудий голосовать за свои собственные работы, и большинство из них воспользовались этой возможностью, как и в последующие четыре года. Каждый член жюри (по 3 от каждой телестудии – всего 24) мог проголосовать только за пять песен, что привело к маргинализации многих песен,  пять из которых не смогли набрать ни одного балла.
| Порядковый номер | Исполнитель              | Название песни           | Телестудия  | Очки | Место |
| ---------------- | ------------------------ | ------------------------ | ----------- | ---- | ----- |
| 1                | Hazard                   | Nocoj                    | TV Любляна  | 0    | 20    |
| 2                | Makadam                  | Усне од нара             | TV Титоград | 1    | 18    |
| 3                | Moulin Rouge             | Bye Bye Baby             | TV Любляна  | 26   | 6     |
| 4                | Калиопи                  | Эмануэль                 | TV Скопье   | 19   | 10    |
| 5                | Сузана Перович           | У мени ватру угаси       | TV Нови-Сад | 0    | 20    |
| 6                | Big Ben                  | Moja Marie               | TV Любляна  | 5    | 17    |
| 7                | Тереза Кесовия           | Ко ми је крив            | TV Белград  | 46   | 3     |
| 8                | Виолета Реджепагич       | Nuk te haroj             | TV Приштина | 0    | 20    |
| 9                | Group 777                | Spavaj samo spavaj       | TV Загреб   | 7    | 15    |
| 10               | Novi Fosili              | Ja sam za ples           | TV Загреб   | 74   | 1     |
| 11               | Црвени Кораљи            | Довољно је               | TV Нови-Сад | 1    | 18    |
| 12               | Даниел и Ана Сасо        | Опрости ми               | TV Титоград | 12   | 12    |
| 13               | Йосипа Лисац             | Gdje Dunav ljubi nebo    | TV Загреб   | 24   | 8     |
| 14               | Вивьен                   | Федора                   | TV Приштина | 10   | 13    |
| 15               | Андреа и Томица Ямброшич | Poljubi me               | TV Загреб   | 0    | 20    |
| 16               | Group Familija           | Само љубав               | TV Титоград | 26   | 6     |
| 17               | Hari Mata Hari           | Nebeska kraljica         | TV Сараево  | 8    | 14    |
| 18               | Мери Трошель             | Ludo zelena              | TV Загреб   | 0    | 20    |
| 19               | Сузана Манчич            | Време нежности           | TV Белград  | 16   | 11    |
| 20               | Массимо Савич            | Samo jedan dan           | TV Загреб   | 53   | 2     |
| 21               | Ана Костовска            | Анушка                   | TV Скопье   | 31   | 5     |
| 22               | Бэби Дол                 | Зрно нежности            | TV Белград  | 43   | 4     |
| 23               | Сеид Мамич Вайта         | Opusti se                | TV Сараево  | 6    | 16    |
| 24               | Indexi                   | Bila jednom ljubav jedna | TV Сараево  | 24   | 8     |

## На «Евровидении»
Novi Fosili выступали под номером 21, между Ирландией и Швейцарией. Перед их выступлением ведущая Евровидения Виктор Лазло сообщила, что у вокалистки группы Саньи Долежал день рождения, что было встречено овациями со стороны зрителей концертного зала. Несмотря на то, что Югославия поначалу лидировала в ходе голосования, позже она опустилась на четвёртое место, набрав 92 очка. Это был третий лучший результат страны на Евровидение после их попыток 1962 и 1983 годов. Успех Novi Fosili привёл к тому, что последующие три года страну стали представлять поп-роковые группы, одна из которых Riva принесёт Югославии победу в 1989 году. 12 очков югославское жюри присудило Италии. Дирижёром во время исполнения югославской песни был Никица Калоджера.

### Голосование
| Очки      | Страна                      |
| --------- | --------------------------- |
| 12 баллов | - Норвегия - Турция         |
| 10 баллов | - Исландия - Кипр           |
| 8 баллов  | - Австрия - Бельгия - Дания |
| 7 баллов  | - Израиль                   |
| 6 баллов  | - Испания - Португалия      |
| 5 баллов  |                             |
| 4 балла   |                             |
| 3 балла   |                             |
| 2 балла   | - Греция - Франция          |
| 1 балл    | - Ирландия                  |

| Очки      | Страна         |
| --------- | -------------- |
| 12 баллов | Италия         |
| 10 баллов | Кипр           |
| 8 баллов  | Нидерланды     |
| 7 баллов  | Германия       |
| 6 баллов  | Ирландия       |
| 5 баллов  | Греция         |
| 4 балла   | Бельгия        |
| 3 балла   | Швейцария      |
| 2 балла   | Великобритания |
| 1 балл    | Финляндия      |